# 툰드라 유카기르어

러시아인 접촉 이전의 유카기르어족 분포. 녹색이 툰드라 유카기르어.

툰드라 유카기르어 또는 북부 유카기르어는 유카기르어족의 언어로, 콜리마 유카기르어(남부 유카기르어)와 함께 현대까지 살아남은 동 어족의 유이(唯二)한 언어 중 하나이다. 남은 화자는 인디기르카강 하류부터 콜리마강 하류 유역까지 걸친 툰드라 지역에 분포하나 과거에는 더 서쪽의 레나강 유역까지도 화자가 있었다. 2020년 기준 1,800명의 유카기르족 중 모어 화자 수는 약 320명이었다.

## 같이 보기
- 콜리마 유카기르어